# 기사십자 철십자장

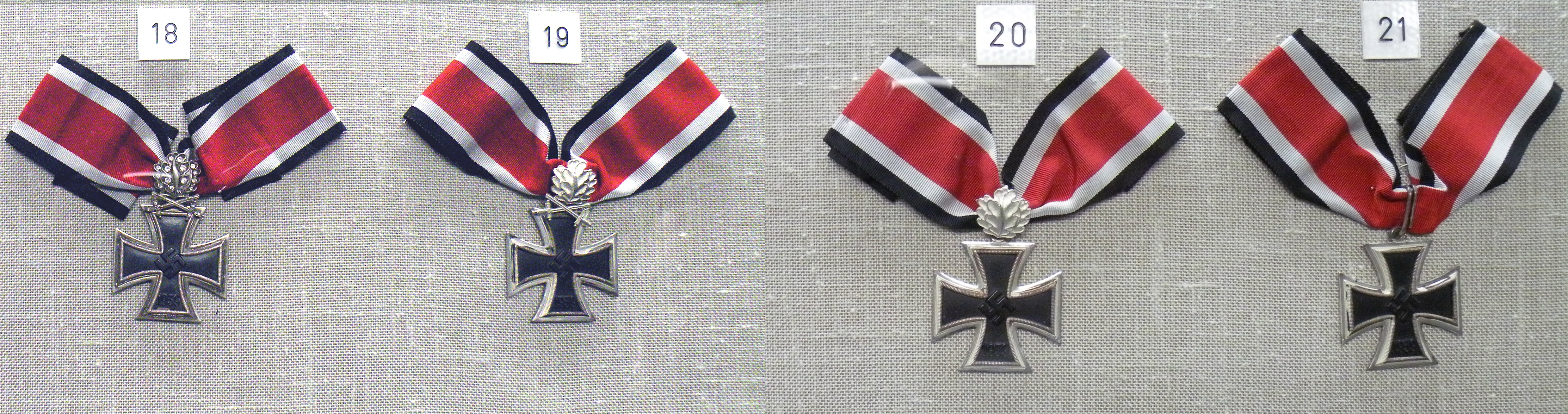
좌측부터 순서대로:
18. 백엽 검 금강석 기사십자 철십자장,
19. 백엽 검 기사십자 철십자장,
20. 백엽 기사십자 철십자장,
21. 기사십자 철십자장
잉골슈타트의 바이에른 육군박물관 소장.

기사십자 철십자장(독일어: Ritterkreuz des Eisernen Kreuzes)은 제2차 세계대전 동안 대독일국이 제정한 훈장으로, 철십자장의 변종이다.

## 역사
제2차 세계대전이 발발한 1939년 9월 1일에 “모든 대전에서 조국을 위해 싸운 이들을 기념하기 위하여 철십자장을 다시 제정한다.”는 취지의 법령이 제출된다. 이 법령에는 총통인 아돌프 히틀러, 내무장관 빌헬름 프리크, 국방군 최고사령부(OKW) 총장인 빌헬름 카이텔, 무임소장관 오토 마이스너의 서명이 있었다.
이 법령의 제1조에서 1939년의 철십자장에 대십자 철십자장, 기사십자 철십자장, 1급 철십자장, 2급 철십자장의 등급을 나누었다. 제2조에서는 철십자장은 임무 수행시에 큰 성과를 거둔 이나 용기있는 행동을 한 이들에게 수여되며, 상위의 훈장을 얻기 위해서 하위의 훈장을 얻어야 한다는 것을 나타내었다. 이처럼 상위 훈장을 바로 받는 경우는 없었으나, 기사십자 철십자장을 받을 만한 행동을 보인 병사에게는 편의를 위하여 하의 장인 1급 철십자장, 2급 철십자장과 기사십자 철십자장을 동시에 수여한 경우도 있었다.
최상위의 대십자 철십자장은 공군 총사령관 헤르만 괴링에게만 수여되었다. 따라서 실질적으로는 기사십자 철십자장이 일반 군인이 획득할 수 있는 최고의 훈장이었다. 일반 철십자장은 나폴레옹 전쟁, 프로이센-프랑스 전쟁, 제1차 세계 대전에도 제정되어 있었으나, 기사십자 철십자장이 제정된 것은 제2차 세계대전 때이다.

## 등급

### 기사십자 철십자장
기사십자 철십자장(독일어: Ritterkreuz des Eisernen Kreuzes 리터크로이츠 데스 아이제르넨 크로이체스[*])은 1939년 9월 1일 철십자장 재확립 법령(Verordnung über die Erneuerung des Eisernen Kreuzes)에 따라 제정되었다. 모양은 그냥 철십자장과 거의 비슷하다. 전체적인 모양은 십자팔이 중심에서 가장 좁고 바깥으로 갈수록 넓어지는 크로스 파테이다.
기사십자 철십자장을 가장 많이 생산한 곳은 뤼덴샤이트의 슈타인하우어 운트 뤼크(Steinhauer & Lück) 사이다. 슈타인하우어 운트 뤼크에서 제조한 기사십자장들에는 뒷면에 "800"이라는 번호가 찍혀 있는데, 이는 800급 은을 의미한다. 띠 고정핀에도 이 숫자를 발견할 수 있다. 슈타인하우어 운트 뤼크의 기사십자 철십자장은 가로 48.19 밀리미터, 세로 54.12 밀리미터이고, 띠 고정핀을 제외한 무게는 28.79 그램이다.

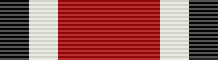
리본
리본
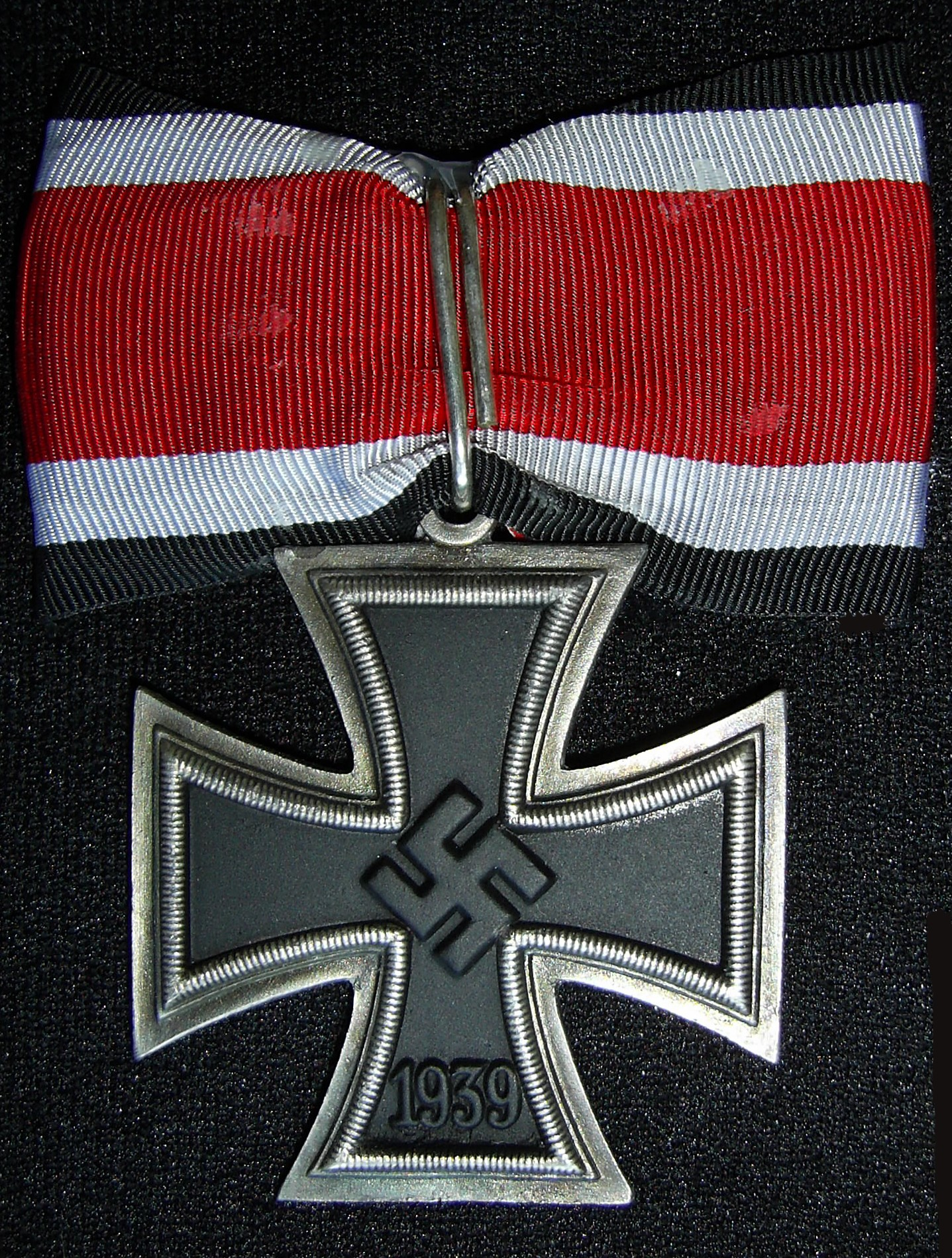
기사십자 철십자장
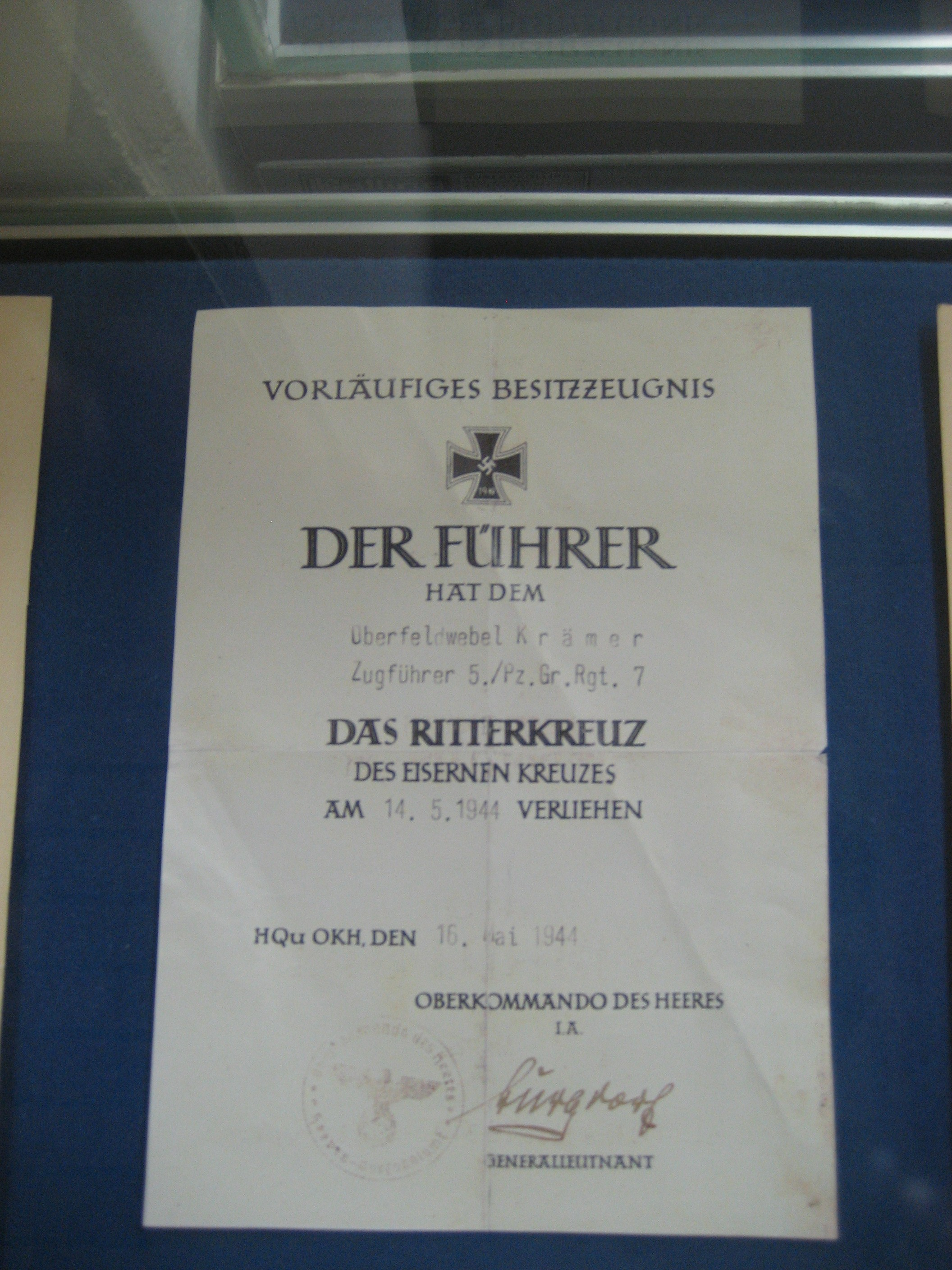
명예진급 수훈인증서

### 백엽 기사십자 철십자장

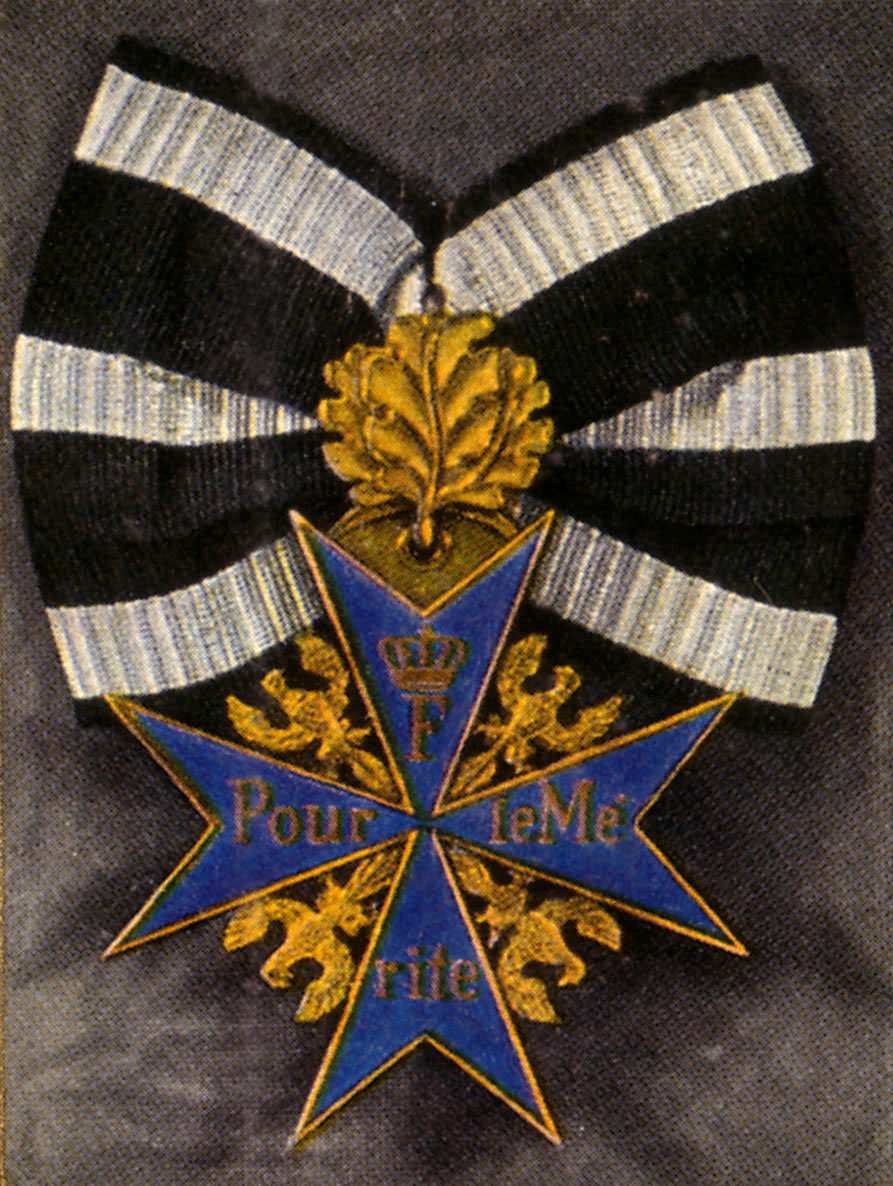
프로이센의 백엽 푸르 르 메리트 훈장

백엽 기사십자 철십자장(독일어: Ritterkreuz des Eisernen Kreuzes mit Eichenlaub 리터크로이츠 데스 아이제르넨 크로이체스 미트 아이헨라웁[*])은 1939년의 철십자장 재정비 법령 제1항과 제4항을 수정한 1940년 6월 3일 법령(Reichsgesetzblatt I S. 849)에 의해 제정되었다. 곡엽 기사십자 철십자장이 제정되기 전까지 기사십자 철십자장을 받은 국방군 군인은 124명이다. 프랑스 침공 작전인 황색 작전 실시 직전에 기사십자 철십자장 52개가 수훈되었다. 1940년 5월에 그 수훈사례가 최대에 달했다. 백엽 기사십자장이 도입된 시기는 프랑스 공방전 제2단계인 적색 작전과 같은 즈음이다.
백엽 기사십자 철십자장이 추가되었을 때와 마찬가지로, 백엽 기사십자 철십자장 역시 특출한 지도력이나 용맹을 나타낸 자에게 수훈하도록 되어 있었다. 백엽(槲葉)이란 떡갈나무 잎을 말하는 것으로서 1813년형 철십자장과 대십자 철십자장에도 나타나는 것이라 나치가 고안한 상징물이 아니다. 백엽이 가장 먼저 발견되는 예는 프로이센 왕국에서 흑수리 훈장 다음으로 높은 훈장이었던 적수리 훈장이다. 적수리 훈장은 1705년 제정되었고 1811년 1월 18일 국왕 칙령으로 백엽이 추가되었다. 프리드리히 빌헬름 3세는 그 전해에 사망한 루이제 왕비를 추모하는 의미에서 백엽을 추가하도록 명령했다. 또한 1813년 10월 9일에는 적에 맞서 군인다운 공훈을 세운 이에게 수여하는 푸르 르 메리트 훈장에도 백엽이 추가되었다.
훈장에 사용되는 백엽 장식은 떡갈나무 잎 세 장으로 이루어져 있으며, 중앙의 잎이 다른 두 잎의 가장자리를 덮는 모양을 하고 있다. 잎 중아아에는 프로이센 왕비 루이제를 추모하는 글자 "L"이 새겨져 있다. 걸쇠는 900급 은을 금형으로 떠서 직경 2 센티미터 크기로 만들었다. 걸쇠는 무광 마감처리가 되어 있고 백엽 장식의 가장자리와 잎맥에는 마광이 가해졌다. 백엽 기사십자 철십자장은 베를린의 게브뤼더 형제회사(Godet Brothers & Co.)에서 독점적으로 공식 생산했다. 또한 이 회사는 백엽의 앞면 오른쪽 모양이 다른 변형과 보다 묵직하게 생긴 변형도 생산했다. 첫 번째 변형은 1943년 중반에 생산이 중단되었다.

리본
리본
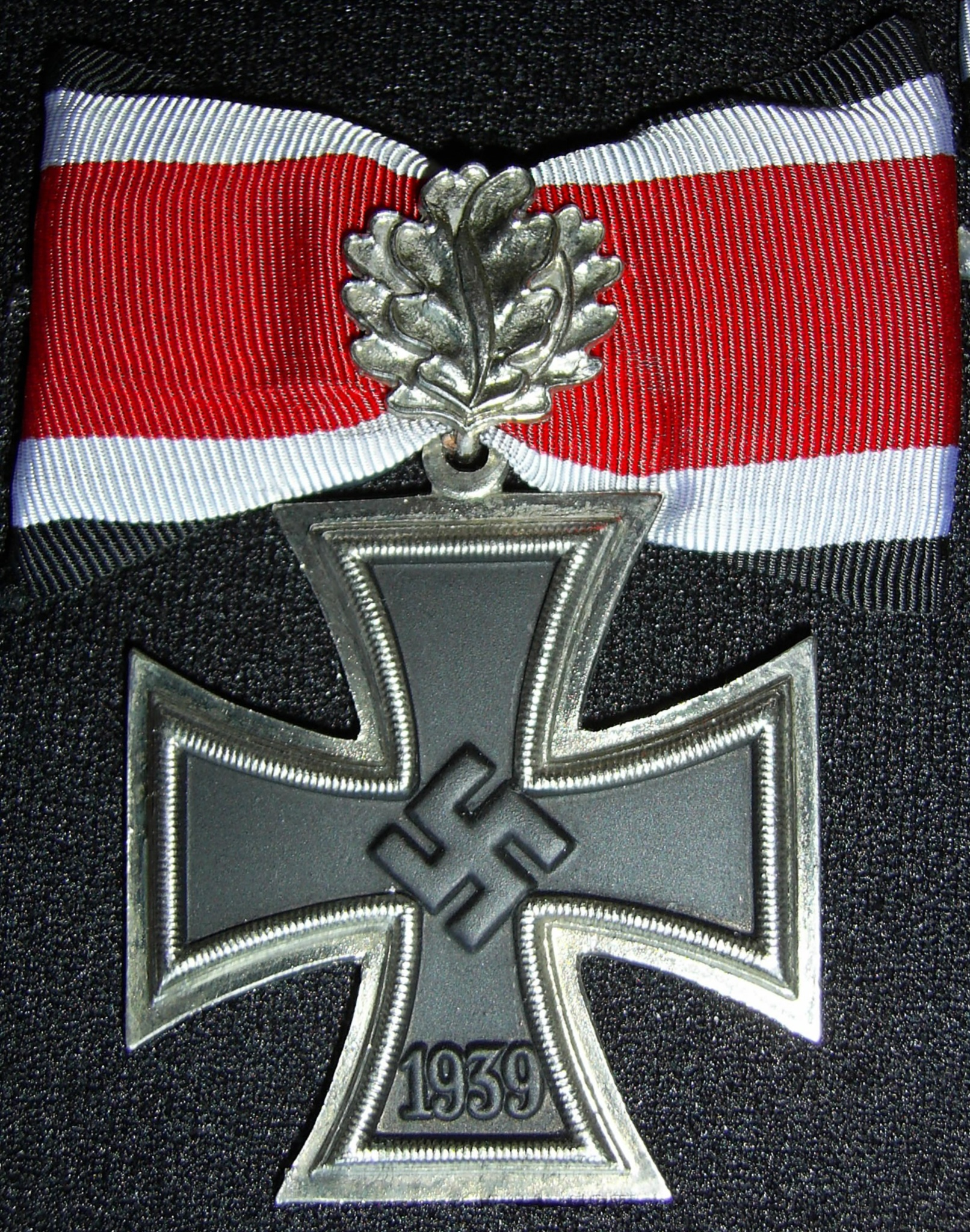
백엽 기사십자 철십자장
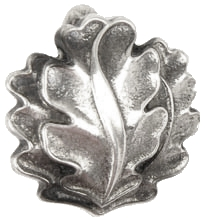
백엽 장식의 세부

### 백엽 검 기사십자 철십자장
백엽 검 기사십자 철십자장(독일어: Ritterkreuz des Eisernen Kreuzes mit Eichenlaub und Schwertern 리터크로이츠 데스 아이제르넨 크로이체스 미트 아이헨라웁 운트 슈베르테른[*])은 1941년 9월 28일 법령 제1조 및 제4조를 재차 수정한 개정안(Reichsgesetzblatt I S. 613)에 의해 제정되었다. 백엽 기사십자 철십자장과 거의 같지만 백엽 밑에 교차된 검 한 쌍이 붙어있는 점이 차이점이다. 뒷면에 붙은 리본 지지 걸쇠는 백엽 기사십자 철십자장보다 살짝 더 크다. 안정성을 더하기 위해 검 장식은 백엽 장식 및 걸쇠와 땜질로 붙어 있다. 검의 길이는 24 밀리미터이다. 백엽과 검을 다 합친 길이는 가로 24.83 밀리미터, 세로 27.58 밀리미터이며 무게 9.03 그램이다.

리본
리본
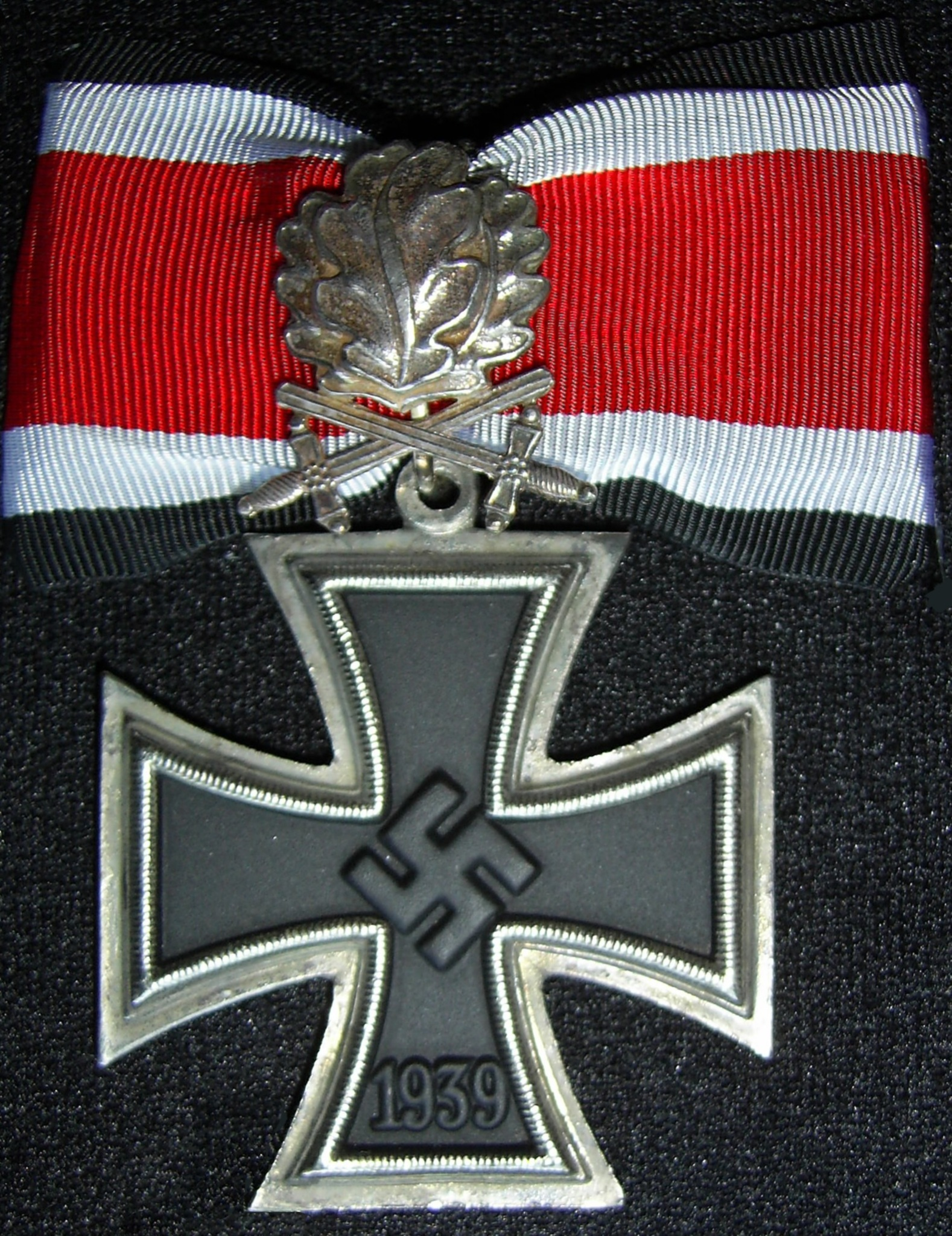
백엽 검 기사십자 철십자장

### 백엽 검 금강석 기사십자 철십자장
백엽 검 금강석 기사십자 철십자장(독일어: Ritterkreuz des Eisernen Kreuzes mit Eichenlaub, Schwertern und Brillianten 리터크로이츠 데스 아이제르넨 크로이체스 미트 아이헨라웁 슈베르테른 운트 브릴리안텐[*])은 1941년 9월 28일 개정안(Reichsgesetzblatt I S. 613)에 의해 제정되었다. 처음에는 베를린에 소재한 게브뤼더 형제사에서 생산하였으며 백엽 검 기사십자 철십자장과 같은 크기였다. 걸쇠에 구멍들을 뚫고 금강석들을 박아넣었다. 첫 수훈자는 베르너 묄더스와 아돌프 갈란트이며, 그 이후 하나우에 소재한 오토 클라인(Otto Klein) 사로 생산처가 바뀌었다. 오토 클라인 사에서 생산된 훈장을 처음 수훈받은 사람은 고르돈 골롭으로 1942년 8월 30일 수훈받았다. 오토 클라인 사에서 생산된 훈장은 진짜 금강석이 박힌 A형과, 매일 패용하여 닳아도 괜찮기 위해 금강석 대신 라인스톤(모조 금강석)을 박아넣은 B형 하여 한 쌍이 한 벌로 지급되었다. 백엽 검 금강석 기사십자 철십자장은 제2차 세계대전 중에 총 27회 수훈되었으나, 규정된 바와 같이 금강석을 수여받지 못한 사람은 단 세 명 뿐이다. 네 번째 수훈자 한스요아힘 마르세이는 수훈받으러 가는 길에 항공기 오작동으로 추락사했다. 전쟁 막바지로 갈수록 전황이 악화되어 26번째 수훈자 카를 마우스와 27번째이자 마지막 수훈자 디트리히 폰 자우켄은 수훈 대상만 되고 실제 수훈은 받지 못했다.

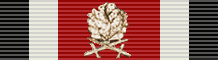
리본
리본
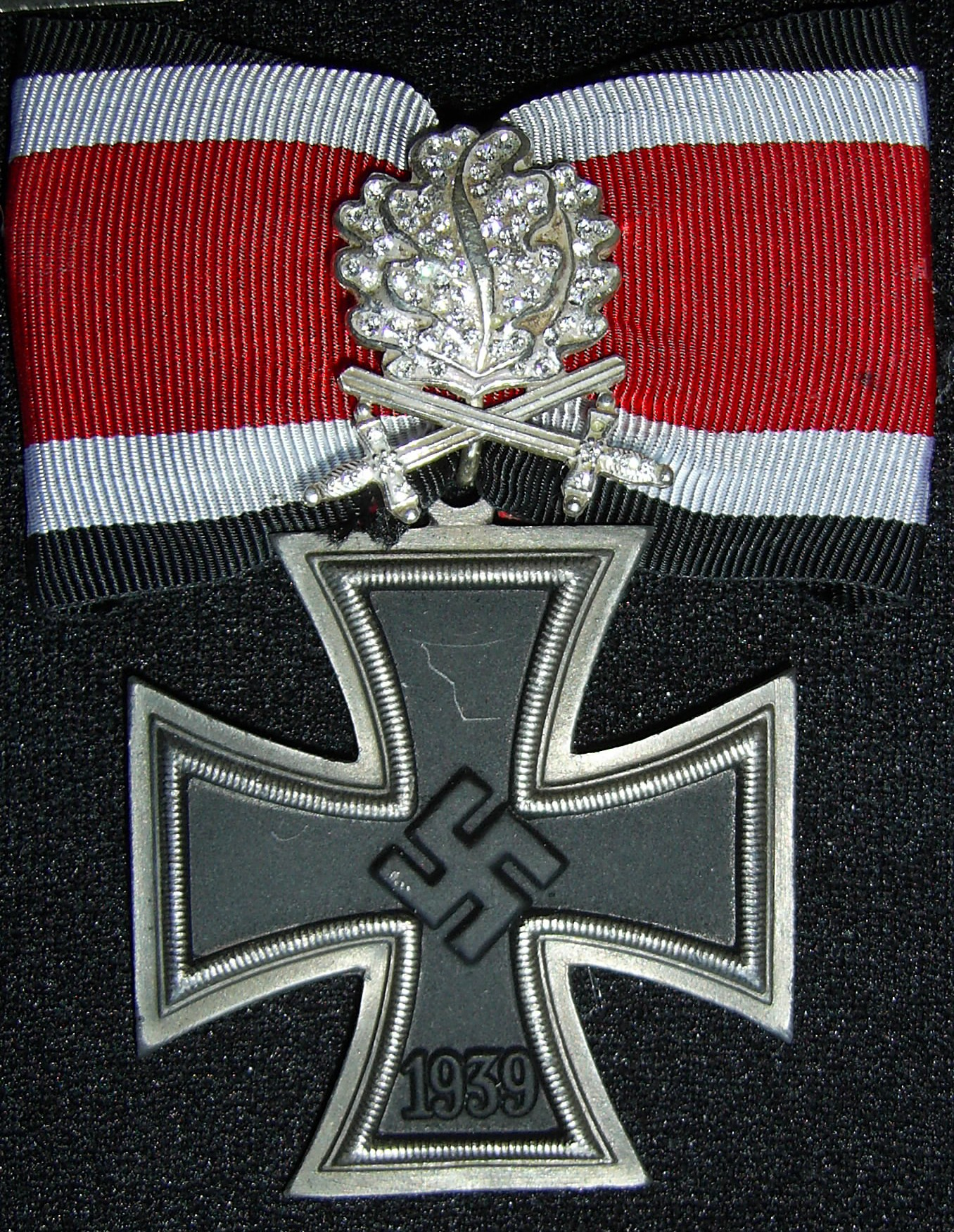
백엽 검 금강석 기사십자 철십자장
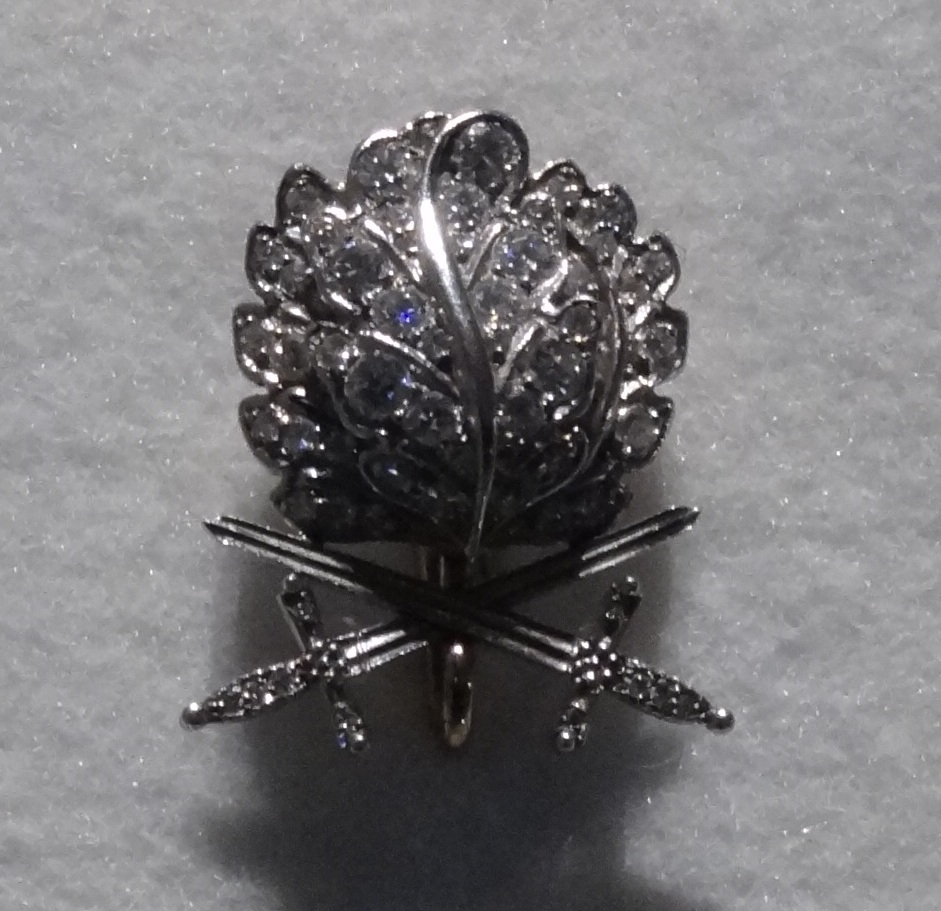
헬무트 렌트의 훈장 걸쇠. 드레스덴의 연방군 군사사 박물관 소장.

### 황금 백엽 검 금강석 기사십자 철십자장
황금 백엽 검 금강석 기사십자 철십자장(독일어: Ritterkreuz des Eisernen Kreuzes mit Goldenem Eichenlaub, Schwertern und Brillianten 리터크로이츠 데스 아이제르넨 크로이체스 미트 골데넴 아이헨라웁 슈베르테른 운트 브릴리안텐[*])은 1944년 12월 29일 제1조 및 제4조를 재차 수정한 개정안(Reichsgesetzblatt 1945 I S. 11)에 따라 제정되었다.  하나우의 오토 클라인 사에서 6개를 생산해서 대통령수상부(Präsidialkanzlei)로 배달되었다. 740급 황금(18K)에 진짜 금강석 58개로 만든 A형, 585급 황금(14K)에 진짜 사파이어 68개로 만든 B형이 있다. 원래 수여가 예정된 장병들이 모두 전사해 버리자, 독일 공군 초유의 에이스 한스 울리히 루델 공군 대령만이 A형과 B형 한 벌을 수여 받았다. 나머지 다섯 벌은 잘츠부르크의 클레스하임 성에 보관되어 있다가 미육군 제3 보병사단에 노획되었다. A형은 무게 13.2 그램으로, 백금으로 만든 백엽 검 금강석 기사십자 철십자장보다 살짝 가볍다.

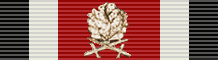
리본
리본
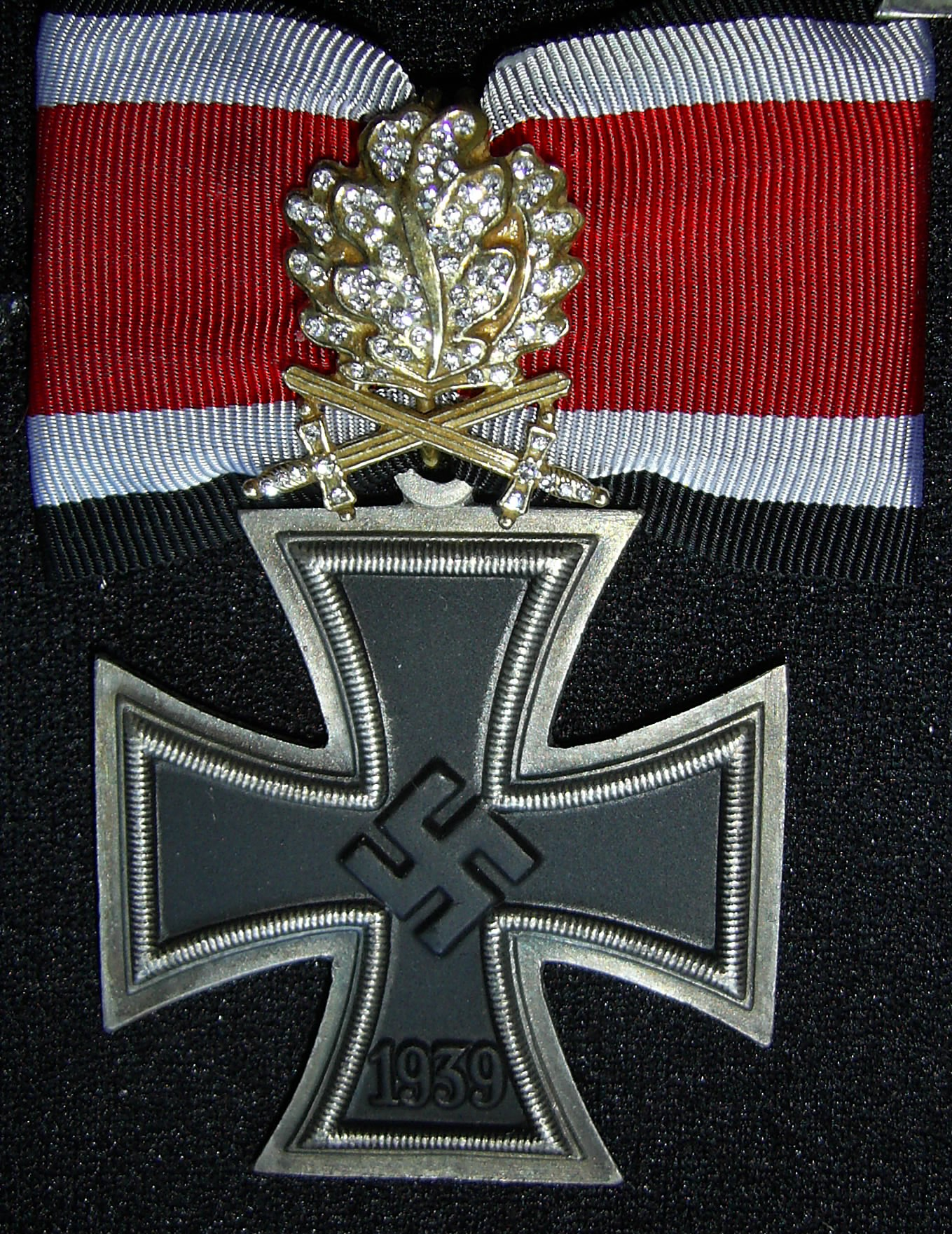
황금 백엽 검 금강석 기사십자 철십자장
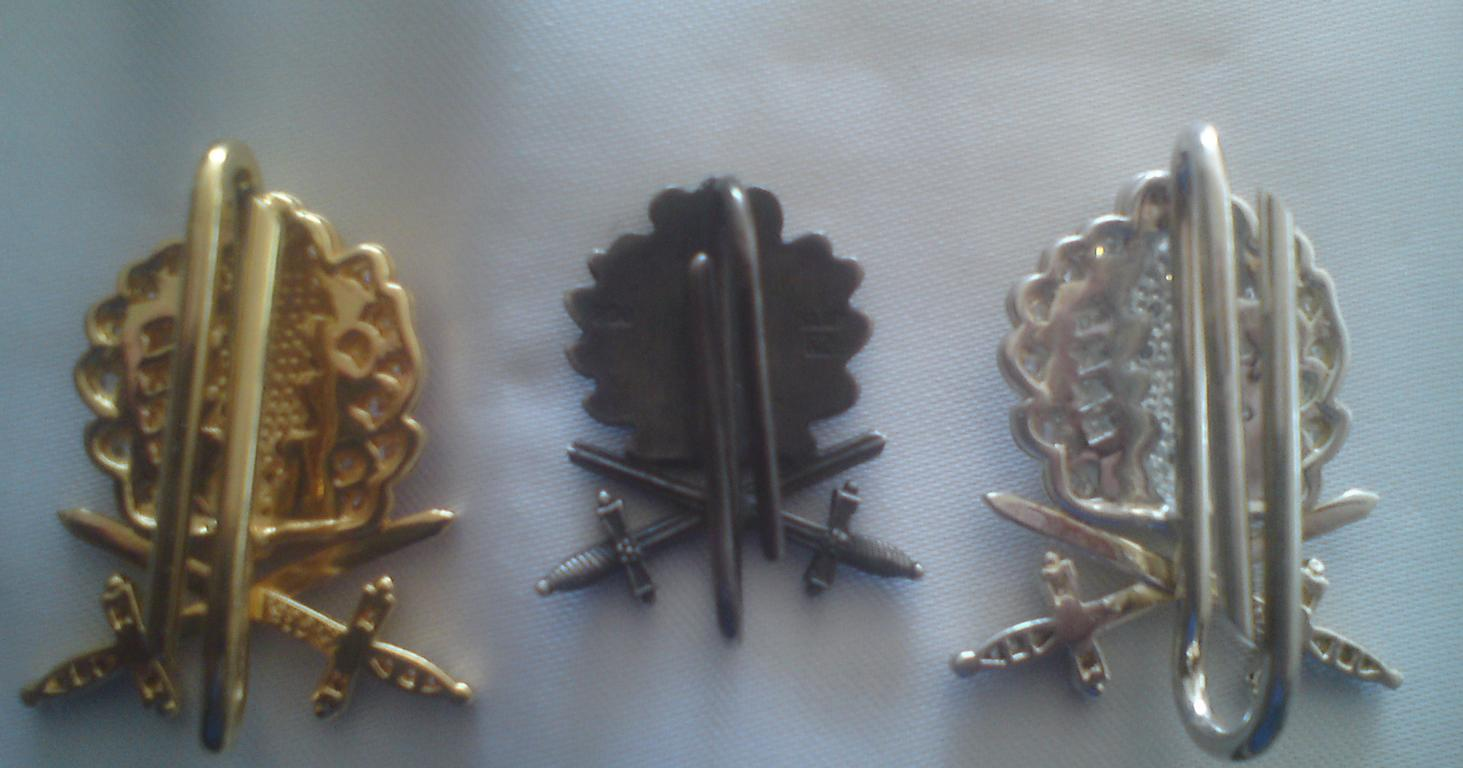
백엽 검 기사십자 철십자장의 뒷면

## 참고 문헌
- 《最強の狙撃手》(최강의 저격수) ISBN 978-4-562-04070-4
- 《鉄十字の騎士―騎士十字章の栄誉を担った勇者たち》 ISBN 978-4-499-22652-3
- 《ヒットラーと鉄十字章―シンボルによる民衆の煽動》(히틀러와 철십자장─심볼을 통한 민중의 선동) ISBN 978-4-8355-0450-6
- Maerz, Dietrich (2007). Das Ritterkreuz des Eisernen Kreuzes und seine Höheren Stufen (in German). Richmond, MI: B&D Publishing LLC. ISBN 978-0-9797969-1-3.
- Schaulen, Fritjof (2003). Eichenlaubträger 1940 – 1945 Zeitgeschichte in Farbe I Abraham – Huppertz [Oak Leaves Bearers 1940 – 1945 Contemporary History in Color I Abraham – Huppertz] (독일어). Selent, Germany: Pour le Mérite. ISBN 978-3-932381-20-1.
- Williamson, Gordon & Bujeiro, Ramiro (2004). Knight's Cross and Oak Leaves Recipients 1939-40. Osprey Publishing Ltd. ISBN 1-84176-641-0.
- Williamson, Gordon & Bujeiro, Ramiro (2005). Knight's Cross and Oak Leaves Recipients 1941-45. Osprey Publishing Ltd. ISBN 1-84176-642-9.
- Williamson, Gordon (2006). Knight's Cross, Oak-Leaves and Swords Recipients 1941-45. Osprey Publishing Ltd. ISBN 1-84176-643-7.
- Williamson, Gordon (2006). Knight's Cross with Diamonds Recipients 1941-45. Osprey Publishing Ltd. ISBN 1-84176-644-5.